# د بوسکر
د بوسکر (به انگلیسی: The Busker) گروه موسیقی اهل مالت است.
آن‌ها نماینده مالت در یوروویژن ۲۰۲۳ بودند.